# QI (fanzine)
QI ou Quadrinhos Independentes, originalmente intitulado Informativo de Quadrinhos Independentes é um fanzine brasileiro bimestral criado em 1993 por Edgard Guimarães, que tem como seu principal tema as histórias em quadrinhos.

## Antecedentes e contexto
Edgard Guimarães conheceu os fanzines e publicações independentes em uma matéria da revista Eureka da Editora Vecchi na década de 1970, na mesma publicação, entrou em contado com os fanzines Opar Boletim de Luiz Antônio Sampaio, Pica-Pau de Armando Sgarbi e Historieta de Oscar Kern, chegando a colaborar com esses dois últimos.
Em 1982, lançou o seu primeiro fanzine, Psiu, um fanzine publicado em impressão off-set.

## Histórico
Em 1992, Edgard Guimarães ficou sabendo que a Associação dos Quadrinhistas e Caricaturistas do Estado de São Paulo (AQC - ESP) dirigida por Worney Almeida de Souza, pretendia fazer um adzine, nome dado a um catálogo de divulgação de fanzines.
Em janeiro de 1993 lançou o Projeto Independente, atuando na edição, divulgação e vendas de edições independentes, em parceria com Worney, lançou o Informativo de Quadrinhos Independentes, para editar e imprimir, adquiriu uma fotocopiadora, publicando obras como O Duelo de Laudo Ferreira, Homo Eternus de Gazy Andraus, Sinfonia da Essência de Edgar Silveira Franco, e Contos de Daniel HDR.
Em 1997, Edgard Guimarães edita com Roberto de Sousa Causo, a Biblioteca Essencial da Ficção Científica Brasileira, publicando estudos, catálogos e ensaios de autores da ficção científica brasileira como o próprio Roberto de Sousa Causo e reeditando o livro Introdução ao Estudo da "Science Fiction" de André Carneiro, publicado originalmente em 1967.
No final da década de 1990, um editor de São Paulo encomendou uma revista sobre fanzines, apesar de pronto, o material foi recusado, em 2000, publicou como uma revista de 36 páginas chamada Fanzine, que foi dado como brinde na edição 42 do QI.
A partir da edição 41  (novembro/dezembro de 1999), o escopo do fanzine foi ampliado para também trazer matérias e resenhas sobre quadrinhos e publicação de quadrinhos autorais, como lvo, escrita por ele e ilustrada por Luigi Rocco e Júlio Magalhães e Musashi de Júlio Shimamoto, encartado na edição 90, assumindo o nome de Quadrinhos Independentes, QI - Quadrinhos Independentes e, finalmente, QI. A princípio, o fanzine era gratuito, a partir da edição 41, passou a custar R$ 1,00.
No início da década de 2000, o fanzine ganhou uma edição em  e-book publicado no site das Editora Nona Arte de André Diniz.
Em 2001, o Projeto Independente foi encerrado, nesse mesmo ano, foi convidado para o projeto Graphic Talents da Editora Escala, uma revista em formatinho que apresentava um personagem diferente a cada edição, Edgard criou Osvaldo, inspirado em Oswald the Lucky Rabbit, criado por Walt Disney e Ub Iwerks, a série foi desenhada por Antonio Eder, contudo, a revista foi cancelada no ano seguinte, após 16 edições, ainda em 2001, iniciou a publicação de Mundo Feliz entre as edições 50 (maio/junho de 2001) e 65 (2003). A pedido de um editor da Via Lettera, Eder e Edgard organizaram o álbum O Melhor do Quadrinho Independente com obras de Márcio José, Laz Muniz, Gazy Andraus, Henry Jaepelt, Cleuber Cristiano, Laudo Ferreira Jr., Marcelo Garcia, Edgar Franco, Sidney Falcão, Beto Martins, Rogério Velasco, Henrique Magalhães, Agenor Bottene, Antonio Eder, Abs Moraes, Érika Saheki, Eduardo Manzano, Flávio Calazans, Joacy Jamys, Amorim, Rogério de Souza, Yuri Hermuche, Beto Nicácio, Márcio Sennes, Luciano Irrthum, Augusto dos Anjos, Marcelo Garcia, Antonio Cedraz, Érico San Juan, Aderson Roberto, Lauro Roberto, contudo, o álbum não foi publicado, permanecendo inédito até 2024, quando ganhou uma versão digital publicada como um suplemento do QI.

Em 2002, publicou uma edição encadernada com 15 capítulos de Mundo Feliz. Em 2003, ganhou o Prêmio DB Artes na categoria Edições Independentes. Em 2004, o livro Fanzine foi publicado pela Marca de Fantasia.
A partir da edição 101 (janeiro/fevereiro de 2010), o QI passou a adotar um sistema de assinatura anual, uma vez que seria publicado através de impressão sob demanda, ainda em 2010 cria o selo EGO (Edgard Guimarães Organizador), publicando o livro Entendendo a Linguagem das HQs, contendo páginas de histórias em quadrinhos usadas para falar sobre as próprias histórias em quadrinhos, publicadas nas edições 41 a 100 do QI.
Em 2013 publica o livro Memória do Fanzine Brasileiro, contendo depoimento de editores de fanzines publicados no QI a partir da edição 80, esses depoimentos haviam sido recolhidos em 2002 para um livro em parceria com Henrique Magalhães para uma coleção da editora Opera Graphica.
Em 2016, e-books (ou e-zines) do QI passaram a ser publicados no site da editora Marca de Fantasia.
Em abril de 2020, Edgard publica uma nova edição do livro Fanzine pela Marca de Fantasia.
Em janeiro de 2022, o fanzine PSIU também passou a ser disponibilizado como suplemento digital do QI pela Marca de Fantasia.

## Prêmios
- Prêmio DB Artes - Melhor Fanzine (2003)
- Prêmio Angelo Agostini - Troféu Jayme Cortez de incentivo aos quadrinhos (1993, 1994, 1995, 1996, 1999, 2000 e 2006); Melhor Fanzine (1995, 1996, 1997, 2000, 2001, 2002, 2003, 2004, 2005, 2008, 2009 e 2010).